# Kostel svatého Jiří (Slezská Ostrava)
Kostel svatého Jiří v Polské Ostravě se nacházel na dnešní Klášterní ulici (původně Na pastušce) nad Slezsko-ostravským hradem, dnes v městské části Slezská Ostrava.

## Historie

### Hřbitov sv. Jiří
Hřbitov sv. Jiří  byl kolem kostela, kde se ve 12. století  pochovávali zemřelí z hradiště Borek, patřil mezi nejposvátnější místa Ostravy, později známé jako Polská Ostrava. Hradiště Borek bylo nejspíše zázemím pro zemědělskou osadu, později zpevněnou hradbami (kastelánii) a tím dalo za vnik Polsko-ostravskému hradu, který je dnes znám jako Slezsko-ostravský.
Hřbitov byl provozován až do roku 1823, kdy byl 14. června 1823, založen nový u kostela sv. Josefa. Ve 20. století, při kopání přípojky, která vedla přes hřbitov, byly nalezeny kosti, ale již v druhotné poloze.

### Kostel sv. Jiří
Kostel byl založen jako katolický. Mezi lety 1525–1648 byl kostel evangelický. Po roce 1654 byl kostel opět katolický.

#### Hradní kostelík, nebo kaple před rokem 1444
Ves Ostrava, kde se kostelík nacházel, byla zmíněna 23. května 1229 v listině papeže Řehoře IX., která potvrzovala desátky pro týnecký klášter benediktinů, resp. pro klášter v Orlové. V držení z Týnce byla ves do roku 1268. V roce 1268 bylo v Orlové zřízeno filiální opatství kláštera týneckého. V témže roce zde byl postavený dřevěný filiální kostelík . Kostelík, nebo kaple, tedy náležela pod kostel a klášter v Orlové, který náležel řádu benediktinů z Týnce u Krakova.
Prvním dosud známý farář byl orlovský farář a kaplan Martin  , jehož se připomíná roku 1260. Dne 26. května 1260 byl zmíněn jako svědek listiny kláštera v Staniątkach u Krakova. Orlovští mniši obstarávali duchovní správu ve všech vsích, příslušejících k orlovskému farnímu kostelu. Historické záznamy připisují tento kostel jako filiálního kostel v Polské Ostravě pro okolní vesnice: Hrušov, Heřmanice, Muglinov, Michálkovice, Zamost, Hladnov, Kunčičky, Radvanice, Lipina. Do konce 18. století zde náležely ještě Ratimov, Kunčice, Rakovec a Datyně.
Kostel tak musel vzniknout před rokem, nebo v roce 1229, kdy biskup biskup Bruno ze Schauenburku potvrdil vznik a založení Vendické Ostravy, čímž vzniklo samostatné město a potřeba samostatného kostela.

#### Kostel v období 1444–1555
První dochovaná písemná zmínka o dřevěném kostele byla z roku 1444, kdy byl zmíněn polsko-ostravský farář Augustin. Z důvodu špatného stavebního stavu, bylo rozhodnuto, že kostel bude zbourán a v roce 1555 nahrazen novým. 

#### Kostel v období raného novověku 1555–1778
Mecenášem výstavby nového kostela okolo roku 1555  byl Jiří (Jiřík) Sedlnický z Choltic († 1568), který od roku 1551 vlastnil panství Polská Ostrava. Stavitelem byl vlašský zedník jménem Carios. Kostel byl kamenný s dřevěnými prvky. Jednolodní stavba měla pravoúhlý presbytář a opěrní pilíře. Presbytář měl klenbu na pískovcových, klínových, s na bocích vyžlabenými žebry. V oknech kamenné kružby neznámých obrazců. Na západní straně byla věž se zvonicí. Kde byly dva zvony s českými nápisy. Zvony byly po zániku kostela přeneseny do kostela sv. Josefa, kde byly do požáru dne 22. června 1845. Požár vznikl okolo 24 hodiny, zásahem blesku do zvonice, zvony byly při požáru zcela zničeny. V kostele byly malé varhany, a to od roku 1555. V roce 1750 již byly ve stavu, kdy píšťaly nevydávaly žádný zvuk. Nové varhany zhotovil a postavil Josef Stieber, mlynář z Jistebníku. Varhany byl po zániku kostela (1783) přeneseny do kostela sv. Josefa, kde byly do roku 1825. Mimo hlavní oltář byl v kostele také boční oltář, umístěný na pravé straně lodi. Zde byl obraz svaté panny Marie, vyhotovený okolo roku 1555. Byl uveden na vizitační zprávě z roku 1697. Pod podlahou kostela byly dvě krypty, jedna pro Sedlnické z Choltic a druhá k pohřbívání místních farářů.
V roce 1613 byl v Polské Ostravě poprvé zmíněn František Vilém Sedlnický z Choltic († 30. dubna 1706)   , vzdálený synovec Jiřího Sedlnického, a nový patron kostela, když koupil od své matky Anny Marie Vilčkové z Dobré Zemice osadu Švrkl a ves Kunčičky, kde si postavil zámek. Sedlničtí patřili k šlechtě, která byla protestantské víry. V červenci 1621 ves Polskou Ostravu, zámek a kostel vyrabovala neapolská vojska Carla Spinelliho.  V roce 1626 dánské vojsko pod velením Petra Arnošta II. Mansfelda. V letech 1642–1650 zde pobývaly švédská vojska.  Císařským dekretem z 26. března 1654 byl tento evangelický kostel uzavřen.   V roce 1678 přešel patron tohoto kostela na katolickou víru a stal se zemským kancléřem v Těšínském knížectví a nejvyšším sudím v Opavském knížectví. 
Z protestantského období je znám jménem farář Jiří Pražan-Pragenus (1563–1616), původem z Hlučína, autor dodnes dochované rukopisné postily na texty Apokalypsy, jenž byl kostele sv. Jiří pohřben u oltáře.
V roce 1654 zde byl zmiňován farář Adam Rozkydlo. Po něm Jiří Chrysostom Fojovský, do 17. ledna 1672, kdy byl z důvodů, že vedl pohoršlivý život, fary zbaven. Dne 9. prosince 1672 přišel Pavel Antonín Postavka, jako Comendatorius a později farář, byl zde do roku 1693. Dle záznamů ve farní knize to byl farář: „nadaný a učený", který obnovil farnost a „protestanty pokořil". Byl povýšen na kanovníka a odeslán do Olomouce.  V roce 1694 byl ustanoven nový farář Petr Ingát Gřenek, byl zde do 1698–1752 zde byl farář Jan Antonín Šalša. V roce 1752 byl za faráře Vácslav Josef Rubín, původem z Těšína, byl také představeným bratrstva sv. škapulíře, zemřel v roce 1783. Ten také daroval na dostavení (rozšíření) kostela 4000 zlatých.
Kostel byl zachycena na dvou mapách: 1) na plánu Polské Ostravy z let 1771–1775, 2) v náznaku na nedatované mapě Těšínska. V roce 1771 bylo kostelu přiděleno č.p. 70.
Provoz kostela byl fundován hradními pány, např. Karel Václav Sedlnický z Choltic poskytl v roce 1736 na provoz 1500 zlatých.

#### Kostel v období 1778–1782
V rámci tzv. Bramborové války mezi Pruskem a Rakouskem–Uherskem, došly pruská vojska až k Polské Ostravě a poškodili kostel a faru. Začalo se uvažovat o výstavbě nového kostela. Již dříve, v roce 1769 farář Vácslav Josef Rubín věnoval 4000 zlatých. Dne 9. května 1780 došlo k zahájení výstavby nového kostela, na pozemku, který náležel k faře. Chrám byl dostavěn v roce 1783 a v „první neděli v měsíci září", tedy 9. září 1783 byl farářem Janem Rolným, za velké účastenství hostů, slavnostně vysvěcen. Dnes jde o kostel sv. Josefa. 

#### Zánik kostela a vznik školy
Po dostavbě nového kostela sv. Josefa, daroval církevní správce budovu kostela obci. Již okolo roku 1783 v Polské Ostravě působil jako učitel jistý Josef Vavrečka. Ten později učil ve dvoutřídní škole, která byla přestavěna z budovy kostela. Z půdy byla udělána sýpka. Po Vavrečkovi zde byl do roku 1814 Jan Němec z Klimkovic, Josef Raška z Příbora, 1814–1848, dále pak Jan Goril, Karel Děkan, Filip Haladěj a František Raška. Okolo roku 1874 škola zanikla, když byla postavena nová škola, která byla otevřena 19. listopadu 1874. Budova staré školy sloužila i nadále k výuce, protože nová škola byla pro výuku osmi tříd malá..

#### Demolice kostela
V roce 1985 byl dům č.p. 70 zbourán. Před demolicí byl proveden průzkum a bylo napsáno na jeho téma několik archeologických článků. Mimo jiné byl popsán hlavní sloup s rostlinnými motivy, ostění dveří a oken. 

#### Nálezy
Při pátráních v období po roce 1877 našel místní polsko-ostravský učitel Karel Jaromír Bukovanský (1844–1932) několik nálezů:
1. Pod oknem byl objeven náhrobek Albrechta Sedlnického z Choltic († 1587). na náhrobku byl nápis: „LÉTA 1587 WNEDJELI GENŽ SLOWE LETARE UMRZEL UROZENY PAN PAN ALBRECHT SEDLNICKÝ Z CHOLTICZ A NAWRATIMOWJE A TUTO POCHOWAN JEST JEHOŽ DUSSI PAN BUH RACZ MILOSTIW BYTY" [26]
2. Pod prkennou podlahou, zakrytý kamenem byl další okrouhlý kámen s nápisem „ANNA MARIA", tedy hrob Anny Marie Sedlnické z Choltic († 3. srpna 1731). V hrobě pak (doslovná citace): „Pod tímto kamenem nalezena jest velká zlatá náušnice a půl zlatého prstena s kaménkem. Při dalším kopání přišlo se na krásně pracovaný kříž ze dřeva ebenového, na kříž kovový a na několik kousků dubového dřeva.Dále nalezen byl znak a sice orel v právo hledící"[26] Prsten a náušnice jsou dnes součásti depozitáře Slezského zemského muzea v Opavě.[14]

### Chyby a nepřesnosti
V roce 1919 zanikla Polská Ostrava a obec Zamost. Kostel byl tedy nově zařazen na Slezskou Ostravu. Historické materiály, zejména autor Karel Jaromír Bukovanský uvádí řadu zavádějících místopisných údajů.

### Současnost
Na místě kostela zůstala zatravněná plocha, bortící se podezdívka původního dřevěného plotu a kříž, který se nachází v jižní části bývalého hřbitova, který byl součásti farnosti.

### Vlastnictví
Část pozemku po zaniklém kostelu dnes patří:
- společnosti Asental Land, s.r.o., Gregorova 2582/3, Moravská Ostrava, 70200 Ostrava
- fyzické osobě

## Galerie

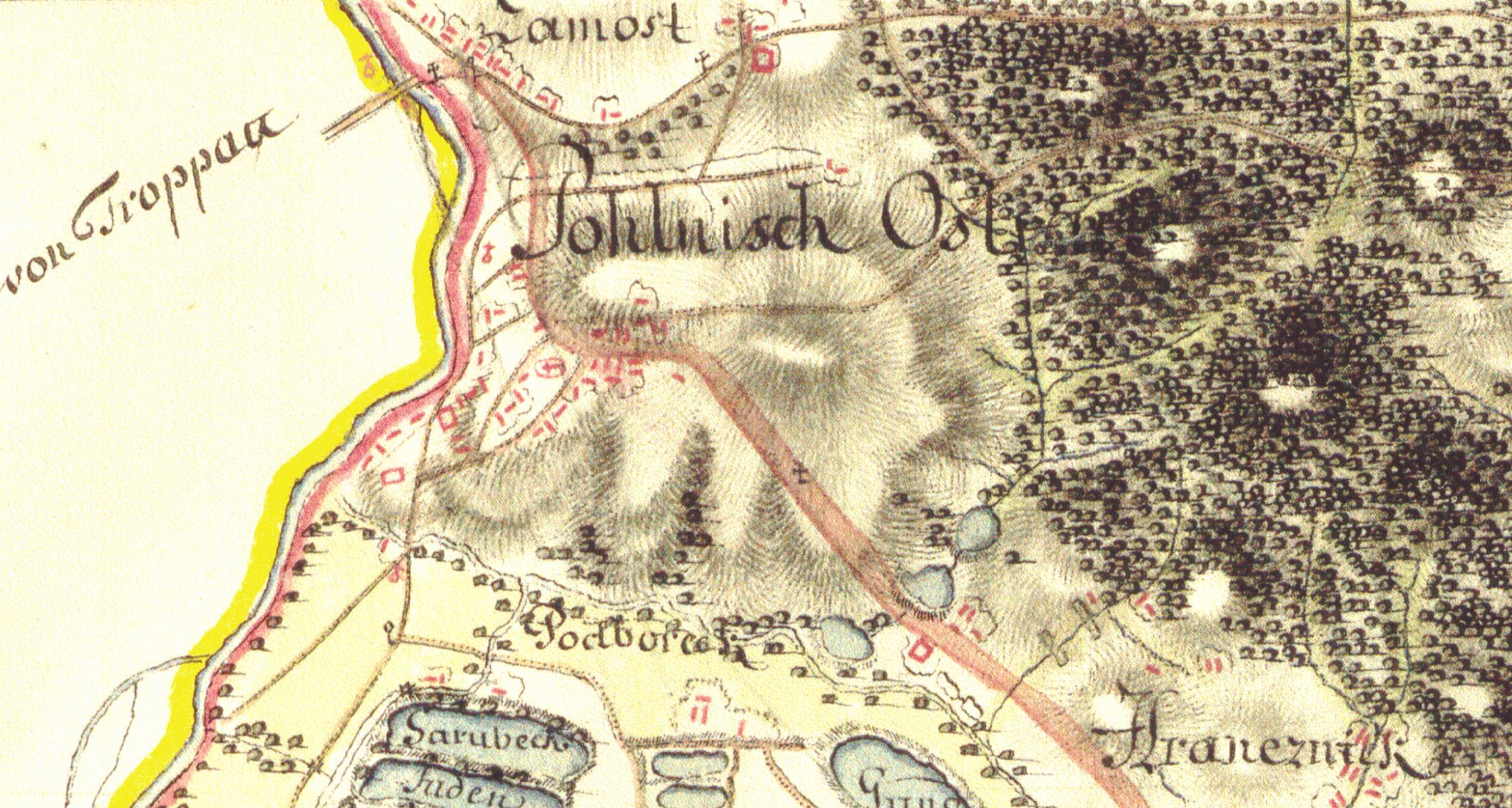
I. vojenské (josefské) mapování - Slezsko, mapový list č.12
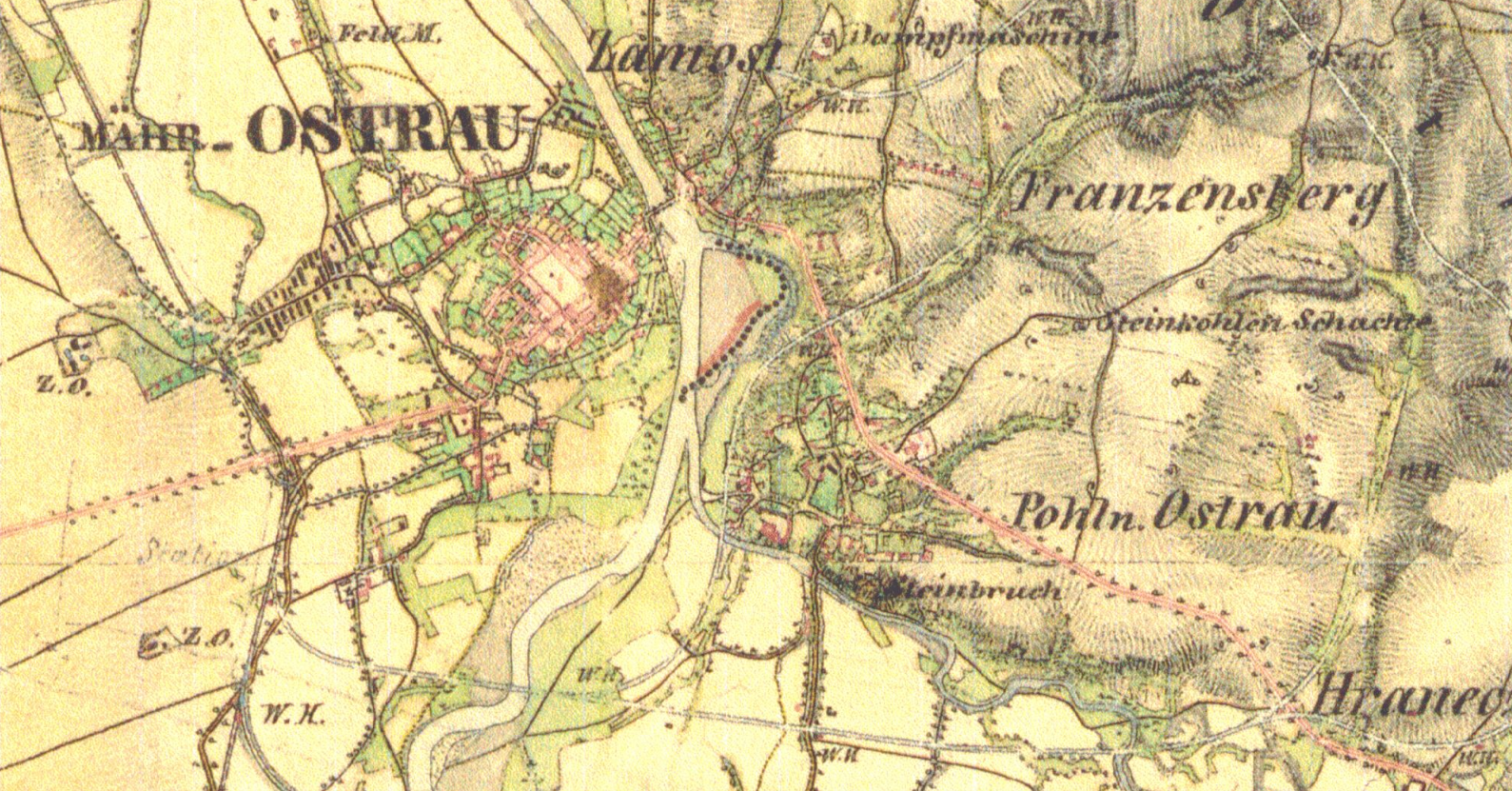
II. vojenské (Františkovo) mapování - Morava, mapový list O_5_X